# Korvpalli Meistriliiga
De Korvpalli Meistriliiga (om sponsorredenen ook wel OlyBet Korvpalli Meistriliiga genoemd) is de hoogste basketbalcompetitie in het basketbalsysteem van Estland en wordt georganiseerd door de Estse basketbalbond.
De Korvpalli Meistriliiga werd in 1991 opgericht in opvolging van de competitie die in de SSR Estland werd gespeeld. Deze competitie verving in 1945 op zijn beurt de competitie die van 1925-1944 gespeeld werd in het onafhankelijke Estland voor de inname door de Sovjet-Unie. Momenteel bestaat de competitie uit zes clubs, die vier keer per jaar tegen elkaar uitkomen.

## Kampioenen

### Estland 1925-1944
* 1944 waren zomer/winter competities.